# فهرست وابسته‌های دیپلماتیک باهاما

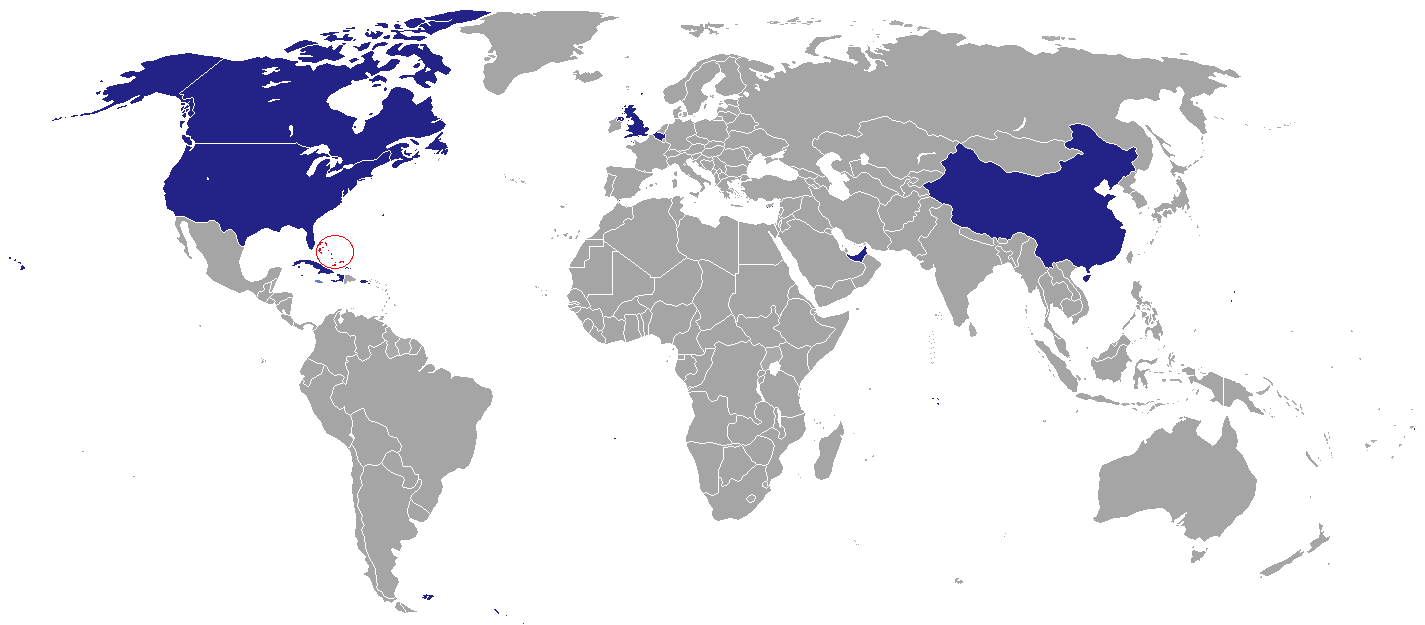
نقشه کشورهای دربردارنده سفارت‌های باهاما

فهرست سفارت‌های باهاما، فهرستی از مراکز سفارتخانه و کنسولگری کشور مجمع الجزایر باهاما است. باهاما در ۱۰ ژوئیه ۱۹۷۳ از بریتانیای کبیر استقلال یافت. این کشور هم‌اکنون ارتباطات دیپلماتیک محدودی در جهان دارد.

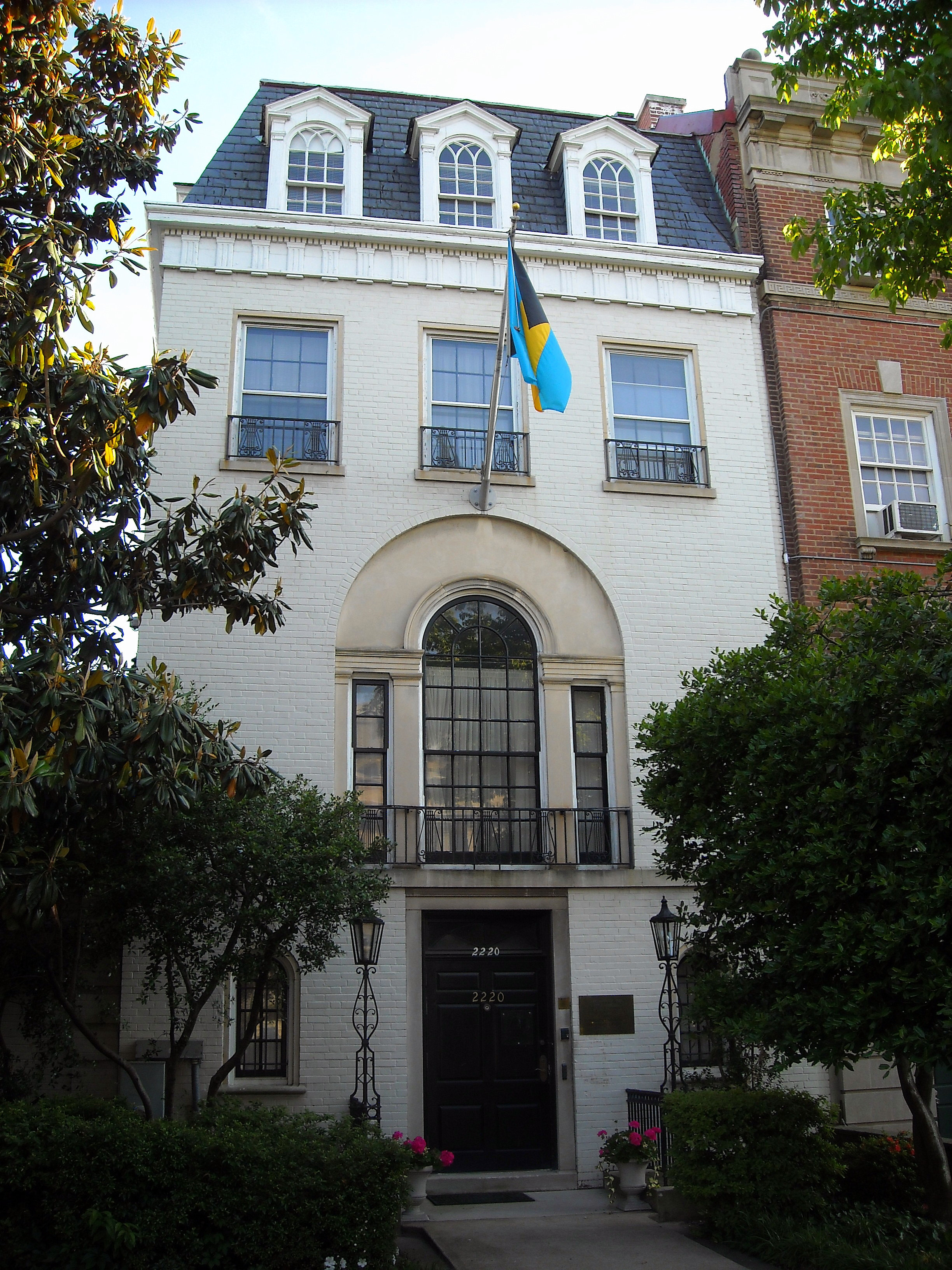
سفارتخانه باهاما در واشنگتن دی سی

## آسیا
- چین
  - پکن (سفارت)

## آمریکا
- کانادا
  - اتاوا (کمیسیون عالی)
- کوبا
  - هاوانا (سفارت)
- هائیتی
  - پورتو پرنس (سفارت)
- ایالات متحده آمریکا
  - واشنگتن دی سی (سفارت)
  - آتلانتا (سرکنسولگری)
  - میامی (سرکنسولگری)
  - نیویورک (سرکنسولگری)

## اروپا
- بریتانیا
  - لندن (کمیسیون عالی)

## سازمان‌های چندجانبه
- نیویورک (نمایندگی دائم به سازمان ملل متحد)
- واشنگتن دی سی (نمایندگی دائم به سازمان کشورهای آمریکایی)